# Sphaeronectes gamulini
Sphaeronectes gamulini är en nässeldjursart som beskrevs av Carré 1968. Sphaeronectes gamulini ingår i släktet Sphaeronectes och familjen Sphaeronectidae. Inga underarter finns listade i Catalogue of Life.